# كاتب (ثقافة إسلامية)

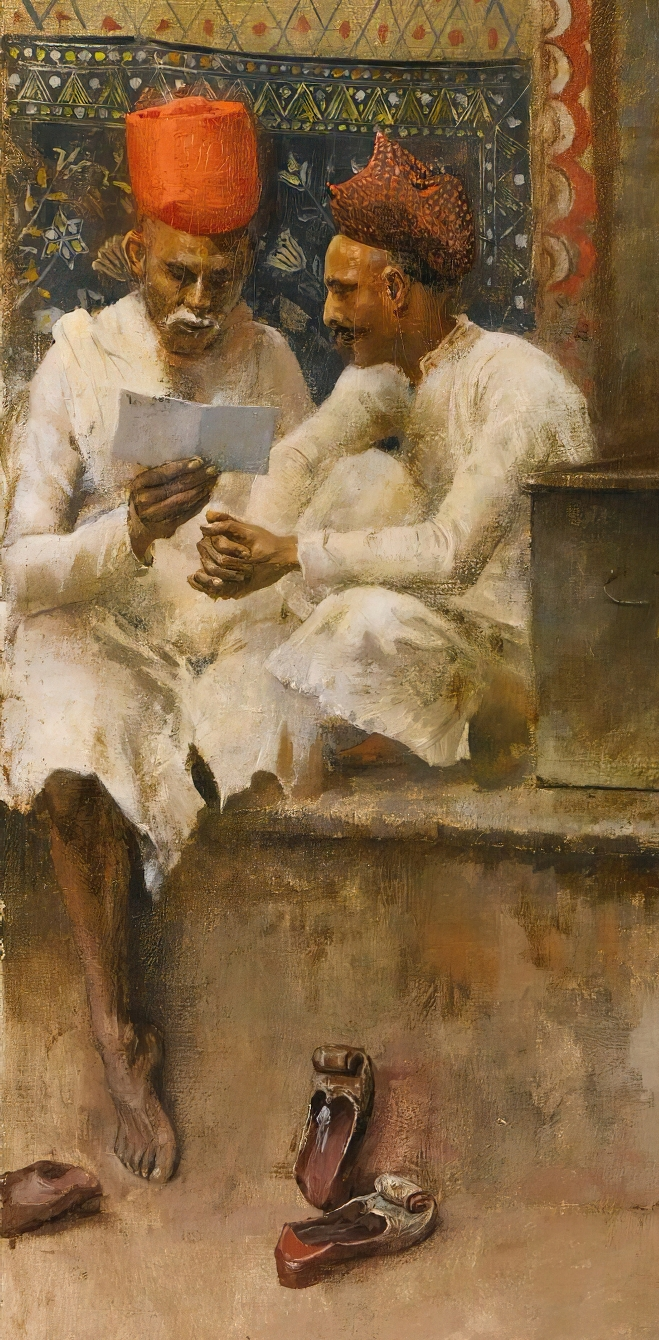
رسمه فنيه لرجلان عربيات يقرأون

في الثقافة الإسلامية، وتحديدًا العالم العربي (في الشرق الأوسط وشمال أفريقيا)، وإيران، والمناطق الإسلامية حتى حدود الهند؛ الكاتب مهنة قديمة في بلاط السلاطين، حيث يقوم الشخص بعدة مهام أبرزها قراءة وكتابة المراسلات، وإصدار التعليمات بأمر من الشخص المسؤول، وأرشفة الوثائق.

## أصل المهنة والكلمة
الكلمة هي اسم فاعل مأخوذ من الجذر الثلاثي كَتَب، وهي مشابهة للآرامية الشمالية المجاورة للعرب. مفهوم الكتابة كان موجودًا في العصر الجاهلي، حيث وُجِد في أعمال الشعراء العرب القدماء. كان فن الكتابة - على الرغم من وجوده في جميع أنحاء الجزيرة العربية - إنجازًا للقلة. ومن بين صحابة المدينة المنورة، ذُكر نحو عشرة منهم بوصفهم كُتّابًا. ثم مع اعتناق الإسلام، أصبح منصب الكاتب منصبًا ذا شرف كبير. ثم بحلول هذا الوقت، على غِرار المستشارية الفارسية، طوَّر العرب نظامًا مُعقَّدًا من المكاتب الحكومية، وكان لكل فرع من الكيانات الحكومية أو الدينية أو المدنية أو العسكرية كاتبها الخاص. وهكذا أصبح المصطلح واسع الانتشار بالاقتران مع كلمات أخرى من أجل اشتقاق منصب مساعد للحكومة في الأعمال الأرشيفية، مثل كاتب الديوان - سكرتير في المكاتب المالية - وكاتب السر - سكرتير الوزير أو سكرتير السلطان - وكاتب الجيش - سكرتير. من الجيش - وما إلى ذلك.

## في العصر العثماني
اُستخدمَت المهنة في الإمبراطورية العثمانية بنفس المعنى، تحت عنوان كاتب كيايا، وبالتالي انتقلَت إلى لغات أخرى، مثل الألبانية حيث تُلفَظ قَاتِب.

## طالِع أيضًا
- كاتبي: أغنية تركية عن الكاتب
- قائمة الألقاب والأسماء العثمانية